# クラース・ボーン
クラース・ウィレム・ボーン（Klaas Willem Boon 1915年4月18日 - 2002年11月18日）は、オランダのヴィオラ奏者。

## 経歴
デン・ハーグ生まれ。幼時より父親にヴァイオリンの手ほどきを受け、少年時代にクラリネットやピアノも習得。1926年からディック・メスマンにヴァイオリンを学び、その後、オスカー・バックの薫陶も受けた。
1941年にアムステルダム・コンセルトヘボウ管弦楽団に第二ヴァイオリン奏者として入団し、場合に応じてサクソフォーン奏者も兼ねたが、程なくして同楽団の副指揮者であったヤン・クーツィールの助言を受けてヴィオラ奏者に転向した。1946年に同楽団の首席ヴィオラ奏者となる。1980年に引退。
2002年にルールローにて没。